# Синдром рятівника
Синдром рятівника (англ. Rescuer Syndrome, також відомий як Ментальність налагоджувача англ. The Fixer Mentality) — це коли особа-без-розладу-особистості, припускає, що її чи його власних сил, навичок і знань достатньо для компенсації поведінкових проблем особи-з-розладом-особистості.
Багато осіб-без-розладів-особистості є самопроголошеними помічниками, рятівниками людьми з добрими намірами, які намагаються використати власні здібності, щоб викликати зміни в інших за допомогою сили впливу, переконання, примусу чи чарівності. Наміри врятувати когось часто призводять до співзалежних стосунків. Причиною подібної поведінки часто стає: ігнорування потреби дитини, прагнення домінувати, страх через хаотичність життя, нездатність витримувати чужі сильні почуття, уникнення власних проблем.

## Приклади
Приклади помічників і рятувальників:
- Особа, чий майбутній (або вже поточний) партнер вибухає в пориві люті, але яка все одно вирішує продовжувати стосунки, думаючи: «Я можу змінити його/її».
- Особа у жорстоких стосунках, яка вирішує «любити його/її/їх крізь біль».
- Особа, яка зазнала жорстокого поводження, але вирішила не звертатися за професійною допомогою, воліючи «старатись більше працювати над собою».
- Особа у стосунках, яка намагається зберегти мир, роблячи все «ідеальним» для свого партнера вдома.
- Батько з дитиною з розладом особистості, який намагається допомогти не залученням професійної діагностики та лікування, а намаганням бути кращим батьком.
- Дитина з розладом особистості, яка намагається завоювати прихильність опікунів успішністю в навчанні.

## Мотиви
Помічники та рятівники часто займаються надзвичайно благородною діяльністю. Як мученики, вони часто жертвують власними цілями й надіями заради іншої людини. Існує низка можливих причин, чому багато хто з нас, не пов'язаних із політикою, вирішують займати цю роль.
Роль помічника чи рятівника характеризують такі якості:
- Благородство — такий вид самопожертви іноді заохочується популярними культурними та релігійними переконаннями. Існує сильний культурний наратив, який вчить нас, що «віддавати» благородніше, ніж «отримувати», і що ті, хто прийме цю філософію, зрештою переможуть. Багато наших культурних героїв — це люди, які пожертвували собою або пожертвували собою заради якоїсь справи. Дехто з нас, мовчки страждаючи, сподівається, що завдяки цьому завоює захоплення друзів і родини.
- Дія/бездіяння — іноді, коли здається, що навколишнє середовище нас руйнується, може здатися безглуздим нічого не робити. Принаймні, якщо ми пробираємося крізь джунглі, у нас є чим зайнятися і на чому зосередити нашу енергію. Це може бути терапевтичним, щоб зняти наше розчарування та плутанину над проєктом, а іноді додатковий адреналін, який ми отримуємо від частих конфліктів із членами нашої сім'ї, які мають розлад особистості, можна спрямувати, щоб дати нам щось на зразок «надлюдської сили» для досягнення неймовірних речей.
- Почуття справедливості — дехто з нас, релігійно чи інакше, вважає всесвіт місцем, де зрештою всі стануть рівними. Подібно до свого роду емоційного банківського рахунку, ми оплачуємо наші зусилля та жертви, сподіваючись і вірячи, що одного дня, в цьому чи в наступному світі, ми поженемо все, що ми зшили, з відсотками.
- Провина та гордість — деякі з нас, наполегливо працюючи над собою чи над «стосунками», таять приховану помсту і таємно планують день, коли наш коханий «побачить світло», «прийде до тями» або «поверне заборгованість». Ми можемо таємно уявити, як наша кохана людина приходить до нас, визнає все, що ми для неї зробили, і просить або благає пробачення.

Проблема з прийняттям «виправної» або «рятувальної» позиції щодо розладів особистості полягає в тому, що розлади особистості є справжніми психічними захворюваннями, коріння яких глибоко поховані в неврології хворих. Подібно до того, як ви не можете вилікувати чиюсь інфекцію, випивши антибіотик, ви не можете вилікувати розлад особистості іншої людини, змінивши власну поведінку та ставлення до них. Ви не можете врятувати їх, хоч би як сильно ви чи вони хочуть цього.
На жаль, люди з розладами особистості, також не можуть виправити себе. Не існує відомих ліків проти розладів особистості. Що дійсно існує, то це програми терапії для зняття симптомів, які можуть призвести до значного покращення рівня життя людей з розладами особистості і їх близьких. Однак, так само як вилікуваний алкоголік завжди вважатиме себе алкоголіком, і ніколи не зможе повноцінно для себе розслабитись перебуваючи тверезим, так само й видужала людина з розладом особистості, все ще є людиною з розладом особистості, і завжди буде одужувати — завжди буде у стані не закінченого одужання.